# Territori d'Indiana

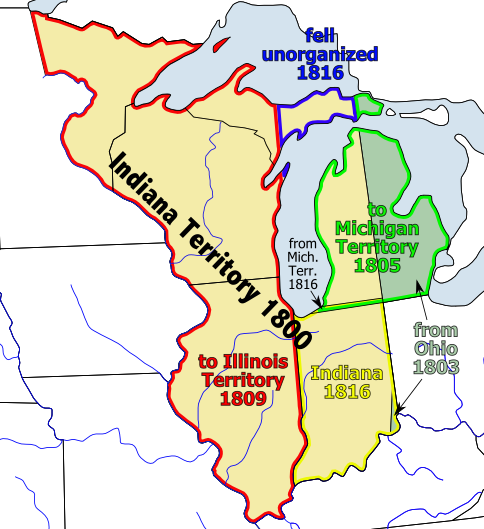
Mapa del Territori d'Indiana

El Territori d'Indiana va ser un territori organitzat incorporat als Estats Units que va existir del 4 de juliol de 1800 a l'11 de desembre de 1816, quan va ser admès dins la Unió com l'Estat d'Indiana. Vincennes va ser-ne la capital fins a l'any 1813, quan va passar a ser-ho Corydon.
Va ser creat per una Llei del Congrés, signada pel President John Adams el 7 de maig de 1800, però no va ser efectiu fins al 4 de juliol. Va ser el primer nou territori creat a partir de les terres del Territori del Nord-oest, que havia estat organitzat l'any 1787 per l'Ordenança del Nord-oest. El territori originalment tenia aproximadament 672.940 km², però va disminuir dues vegades, ja que es va subdividir en els nous Territoris de Michigan i d'Illinois.
El territori va ser governat per primera vegada per William Henry Harrison, qui va supervisar la negociació amb els habitants natius per obrir grans parts del territori a la colonització. El 1810 es va establir un govern elegit popularment perquè el territori continuava creixent en població i desenvolupava una xarxa viària molt bàsica, el govern i el sistema educatiu. A l'inici de la Guerra de Tecumseh el territori estava en primera línia de batalla i Harrison va liderar una força militar en les hostilitats d'obertura en la batalla de Tippecanoe i després en la posterior invasió de Canadà durant la Guerra de 1812. Thomas Posey va ser proposat per a la vacant de governador, però el partit de l'oposició, encapçalat pel congressista Jonathan Jennings, va tenir una posició dominant en els assumptes territorials durant els anys restants i va començar a pressionar per a la condició d'estat del territori. Al juny de 1816 es va celebrar una convenció constitucional i es va formar un govern estatal; el territori va ser dissolt l'11 de desembre de 1816, per una Llei del Congrés que concedia la condició d'estat a Indiana.
El territori inicialment va incloure la major part de l'actual Indiana i la totalitat dels actuals Illinois i Wisconsin, així com fragments de tres estats més: la part de Minnesota a l'est del riu Mississipi, gairebé tota la península superior de Michigan i la meitat occidental de la península inferior, i una estreta franja de l'actual Ohio que s'estén al nord i l'oest de Fort Recovery. Quan Indiana va ser admesa a la Unió el 1803 aquesta última parcel·la va passar a formar part d'Ohio, i alhora la part oriental de Michigan es va afegir al Territori d'Indiana, que es va veure reduït dos anys més tard per la creació del Territori de Michigan i en 1809 per la del Territori d'Illinois.